# A Night at the Opera (албум групе Blind Guardian)
A Night at the Opera (срп. Ноћ у Опери) је седми студијски албум немачког пауер метал бенда Блајнд гардијан. Албум је објављен 25. марта 2002. године. Назван је по узору на истоимени албум британске групе Квин из 1975. A Night at the Opera, који је назван по истоименом филму браће Маркс из 1935. године. На овом албуму се бенд одрекао готово свих елемената спид метал звука са почетка каријере. Албум обилује пауер и прогресив метал звуком са израженим оркестарским позадинама и константним гитарским и вокалским преслојавањима.

## Песме
1. "Precious Jerusalem" - 6:22
2. "Battlefield" - 5:37
3. "Under the Ice" - 5:44
4. "Sadly Sings Destiny" - 6:04
5. "The Maiden and the Minstrel Knight" - 5:30
6. "Wait for an Answer" - 6:30
7. "The Soulforged" - 5:18
8. "Age of False Innocence" - 6:05
9. "Punishment Divine" - 5:45
10. "And Then There Was Silence" - 14:06

- бонус песме

11. 	"Harvest of Sorrow (акустична верзија)" (јапански бонус) - 3:39
12. 	"Mies del dolor (шпански/северноамерички бонус)" - 3:39
13. 	"La cosecha del dolor (аргентински бонус)" - 3:39
14. 	"Frutto del buio (италијански бонус)" - 3:39
15. 	"Moisson de peine (француски бонус)" - 3:39

## Састав

### Бенд
- Ханси Кирш – вокал
- Андре Олбрих – соло и акустична гитара и помоћни вокал
- Маркус Зипен – ритам-гитара и помоћни вокал
- Томен Штаух – бубњеви

### Гостујући музичари
- Оливер Холцварт - бас-гитара
- Матијас Вајснер - клавијатура
- Михаел Шурен - клавир
- Били Кинг, Ролф Кухлер, Олаф Сенкбел, Томас Хакман - хорска пратња